# 콰베나 아피아
콰베나 아피아-쿠비(Kwabena Appiah-Kubi, 1992년 5월 19일 ~ )는 뉴질랜드 태생의 축구 선수로, 포지션은 윙어이다. 콰베나 아피아는 오스트레일리아 국적 또한 보유하고 있다. 현재 인도네시아 리가 1의 마두라 유나이티드에서 활약하고 있다. K리그시절 등록명은 쿠비였다.
콰베나 아피아는 가나 부모님 아래 뉴질랜드 오클랜드에서 태어났으며, 6살이 되던 해에 오스트레일리아로 건너갔다. 아피아는 시드니 서부 패러매타에서 축구를 시작하였다.